# Théâtre municipal (Coulommiers)

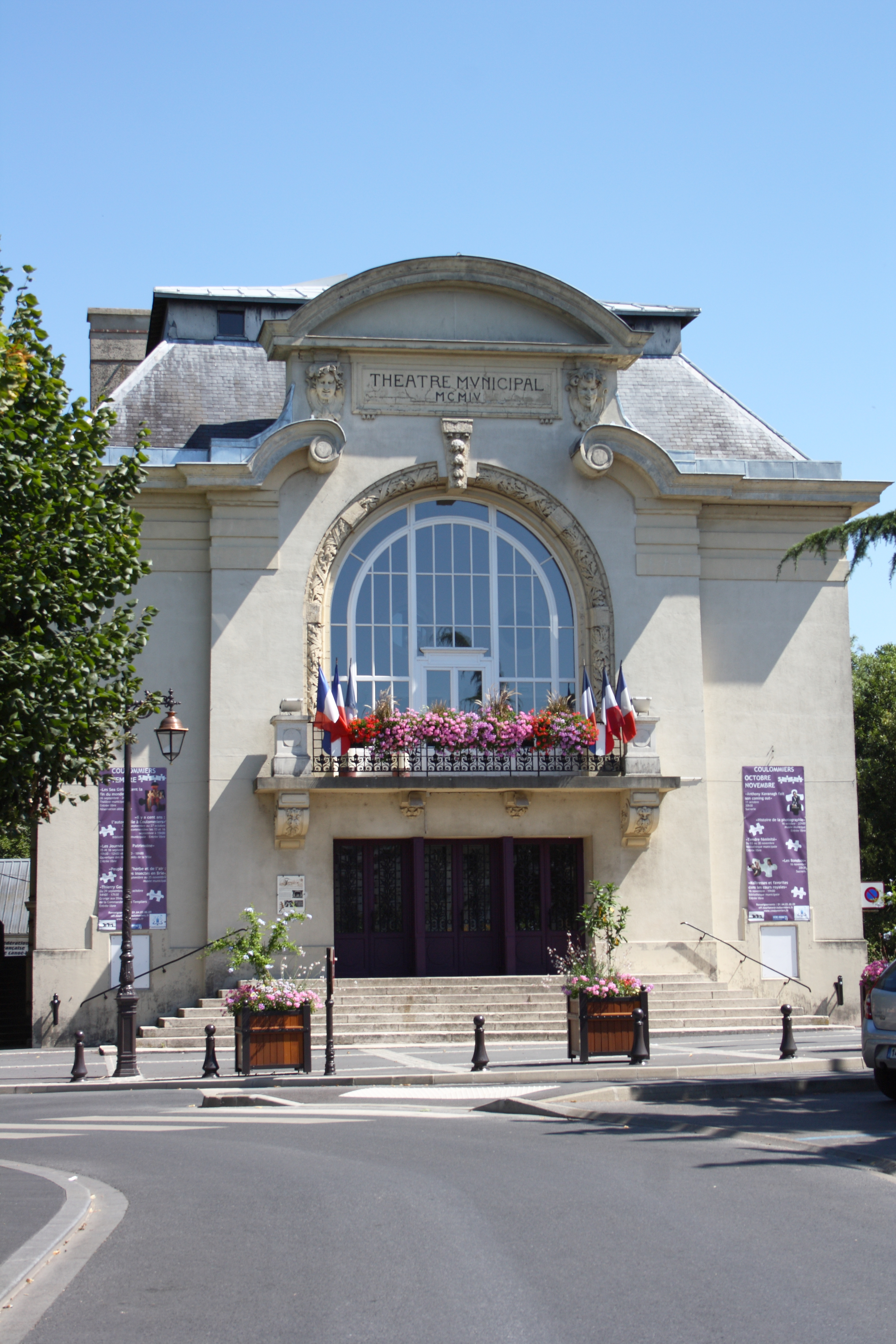
Théâtre municipal in Coulommiers

Das Théâtre municipal ist ein Veranstaltungsgebäude in Coulommiers, einer französischen Gemeinde im Département Seine-et-Marne der Region Île-de-France, das 1904 errichtet wurde. Das Bauwerk, am Place de la Mairie gelegen, schräg gegenüber dem Hôtel de Ville, ist seit 1994 ein geschütztes Baudenkmal (Monument historique).

## Geschichte
Nach dem Brand des Veranstaltungssaals im Februar 1902 wurde für einen Neubau ein Architektenwettbewerb ausgeschrieben, der von Charles Duval und Camille Robida gewonnen wurde. Das Gebäude, am Grand Morin gelegen, wurde 1904 eingeweiht.

## Architektur
Die Hauptfassade des langgezogenen, rechteckigen Baus steht gegenüber dem Bürgermeisteramt (Mairie). Über dem dreiteiligen Portal befindet sich ein großes Rundbogenfenster mit einem Balkon. Die Schaufassade wird von einem runden, vorgesetzten Giebel mit Masken abgeschlossen.
Im Inneren ist der Zuschauerraum mit Balkonen und Galerien ausgestattet. 1904 wurde das Gebäude mit der damals modernsten Theatertechnik ausgestattet, die zum Teil noch erhalten ist.